# Beata (otok)
Otok Beata (špansko Isla Beata) je majhen otok ob obali Karibskega morja. Nahaja se sedem kilometrov jugozahodno od rta Beata, najjužnejše točke otoka Hispaniole. Okrog 12 km jugozahodno od otoka leži še en manjši otok - Alto Velo. Politično je otok Beata del province Pedernales v Dominikanski republiki. Oblikovan je v grobih linijah trikotnika in ima 27 km2 kopnega, ki je večidel uravnano. 

## Zgodovina
Otok je med Evropejci prvi odkril že Krištof Kolumb leta 1494 med svojim drugim popotovanjem v Novi svet. Takrat naj bi na njem prebivali staroselci ljudstva Taíno, čemur pričajo veliki kupi velikih školjk morskega polža (Strombus gigas), ki je bil pogost del jedilnika staroselskega ljudstva. Arheologi so prav tako odkrili ostanke naselbine, v kateri je prebivalo do 800 Taínojev.  o
Med kolonialnim obdobjem so Španci na otoku imeli svoj lasten grad (ki je nato zapuščen stal do poznega 19. stoletja), pri katerem so zalagali svoje ladje za pot v notranjost celine. Njegova strateška lega in zaloge sta botrovali številnim napadom piratov iz Želvjega otoka na omenjeno oporišče. 
Med 1870-imi je vlada nekaj zasebnikom dovolila, da ustanovijo rudnike soli ob severni obali otoka. Zaloge soli so bile v 1960-ih dokončno izčrpane. 

## Geografija
Površje otoka je dokaj pestro: ob severni obali najdemo mangrovska močvirja, na zahodni obali pa peščene zalive in plaže. Večji del notranjosti prekriva suhi pol-listopadni apnenčni gozd. Geološko je otok zgrajen pretežno iz apnenca, katerega erozija povzroča zelo nazobčene površine na izpostavljenih skalah (t. i. diente de perro ali pasji zobje). Drugi značilni pojavi so še požiralniki in cenotes. Otok je trenutno nenaseljen, občasno se na njem ustavijo ribiči iz celine. 

### Živalstvo
Na otoku prebivajo številne vrste neletečih ptičev, kot sta Microligea palustris in Columba leucocephala, ter plazilcev, kot sta Rhinoceros iguana in Alsophis anomalus. Na otoku redno postojijo številne vrste močvirnikov, tako stalnih kot selivk.